# HD51844
HD51844 — хімічно пекулярна зоря спектрального класу
F0 й має видиму зоряну величину в смузі V приблизно  8,7.

## Пекулярний хімічний вміст
Зоряна атмосфера HD51844 має підвищений вміст 
Cr
.